# Moltifao
Moltifao (en cors Moltifau) és un municipi francès, situat a la regió de Còrsega, al departament d'Alta Còrsega. L'any 1999 tenia 549 habitants.

## Demografia
| 1962 | 1968 | 1975 | 1982 | 1990 | 1999 |
| ---- | ---- | ---- | ---- | ---- | ---- |
| 465  | 437  | 383  | 434  | 427  | 549  |

## Administració
| Període   | Identitat     | Partit | Qualitat |  |
| --------- | ------------- | ------ | -------- |  |
| 2001-2007 | Serge Grisoni | DVG    |          |  |
| 2007-2008 | Jacques Costa | PRG    |          |  |
| 2008-     | Serge Grisoni | DVG    |          |  |

## Personatges il·lustres
- André Grisoni (1886-1975), polític col·laboracionista